# Igor Poljanskij
Igor Nikolajevič Poljanskij (rusky Игорь Николаевич Полянский; * 20. března 1967, Novosibirsk) je bývalý sovětský plavec. Na olympijských hrách 1988 v Soulu získal zlatou medaili v závodě na 200 metrů znak. Je též dvojnásobným mistrem světa z roku 1986.